# Tovuz (Stadt)
Tovuz ist eine Stadt in Aserbaidschan. Sie ist Hauptstadt des Bezirks Tovuz. Die Stadt hat 14.200 Einwohner (Stand: 2021). 2014 betrug die Einwohnerzahl etwa 13.800.

## Geschichte
Der Ort entstand 1812 unter der russifizierten Namensform Taus (russisch Тауз, zeitweise auch Таус). Seine Bedeutung wuchs, nachdem dort in den 1880er-Jahren die Transkaukasische Eisenbahn (Bahnstrecke Poti–Baku) vorbeigeführt und eine gleichnamige Station eröffnet wurde. 1935 erhielt der Ort den Status einer Siedlung städtischen Typs und 1947 die Stadtrechte.
Teil der heutigen Stadt ist die 1912 von kaukasiendeutschen Siedlern gegründete Kolonie Traubenfeld. Während des Zweiten Weltkriegs wurden die Deutschen unter Stalin deportiert, die Kolonie in Jenikend (Еникенд) umbenannt und später nach Taus eingemeindet.
Seit der Erlangung der Unabhängigkeit Aserbaidschans ist die aserbaidschanische Namensform Tovuz offiziell.

## Kultur
In der Stadt wurde der aserbaidschanische Musiker Hüseyn Bozalqanlı geboren. Dessen Geburtshaus ist nun ein Museum. Außerdem gibt es eine neu errichtete Moschee, ein Stadion, eine Stadthalle und ein Kino.

## Verkehr
Durch die Stadt verläuft die Bahnstrecke Poti–Baku, die hier von den Azərbaycan Dəmir Yolları (Aserbaidschanische Eisenbahnen) betrieben wird, ebenso wie die Fernstraße M1 (Europastraße 60). Tovuz ist an das Busnetz des Landes angebunden.

## Persönlichkeiten
- Rəhman Hacıyev (* 1993), aserbaidschanischer Fußballspieler

## Städtepartnerschaften
- Cognac, Frankreich (seit 2015)[4]